# Wereldkampioenschappen baanwielrennen 1930

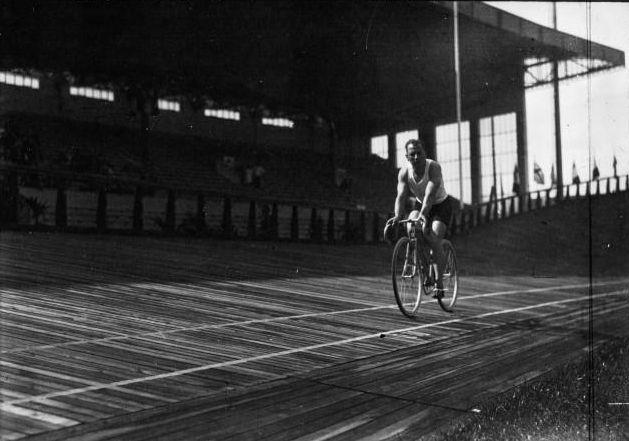
Lucien Michard op de wielerbaan van Brussel

De wereldkampioenschappen baanwielrennen van 1930 werden gehouden op de nieuwe wielerbaan van Brussel in het Nationaal Stadion op de Heizel (de wielerbaan is afgebroken na de Tweede Wereldoorlog). Er werd gereden om de wereldtitel "korte afstand" (sprint, 3 ronden, amateurs en profs) en "lange afstand" (stayeren achter zware motoren, 100 kilometer, enkel profs).

## Sprint
De finalewedstrijden sprint voor beroepsrenners en amateurs werden verreden op zondag 24 augustus in een "best of 3"-formaat.

### Beroepsrenners
- Finale: Lucien Michard  wint van Piet Moeskops  in drie manches.
- Wedstrijd om de 3e plaats: Orlando Piani  wint van Willy Falck Hansen  in 3 manches.

### Amateurs
- Finale: Louis Gérardin  wint van Sydney Cozens  in drie manches.
- Wedstrijd om de 3e plaats: Bruno Pelizzari  wint in 2 manches van Anker Meyer Andersen .

## Stayers
De finale van de stayers over 100 kilometer was op 30 augustus. De uitslag:
1. Erich Möller 1 uur 32 min 55 s
2. Georges Paillard op 300 meter
3. Robert "Toto" Grassin op 1 ronde
4. Adolf Läuppi op 11 ronden
5. Paul Krewer op 12 ronden